# Jacob Adriaensz Backer
Jacob Adriaensz Backer (Harlingen, 1608 – Amsterdam, 27 agosto 1651) è stato un pittore olandese del secolo d'oro.

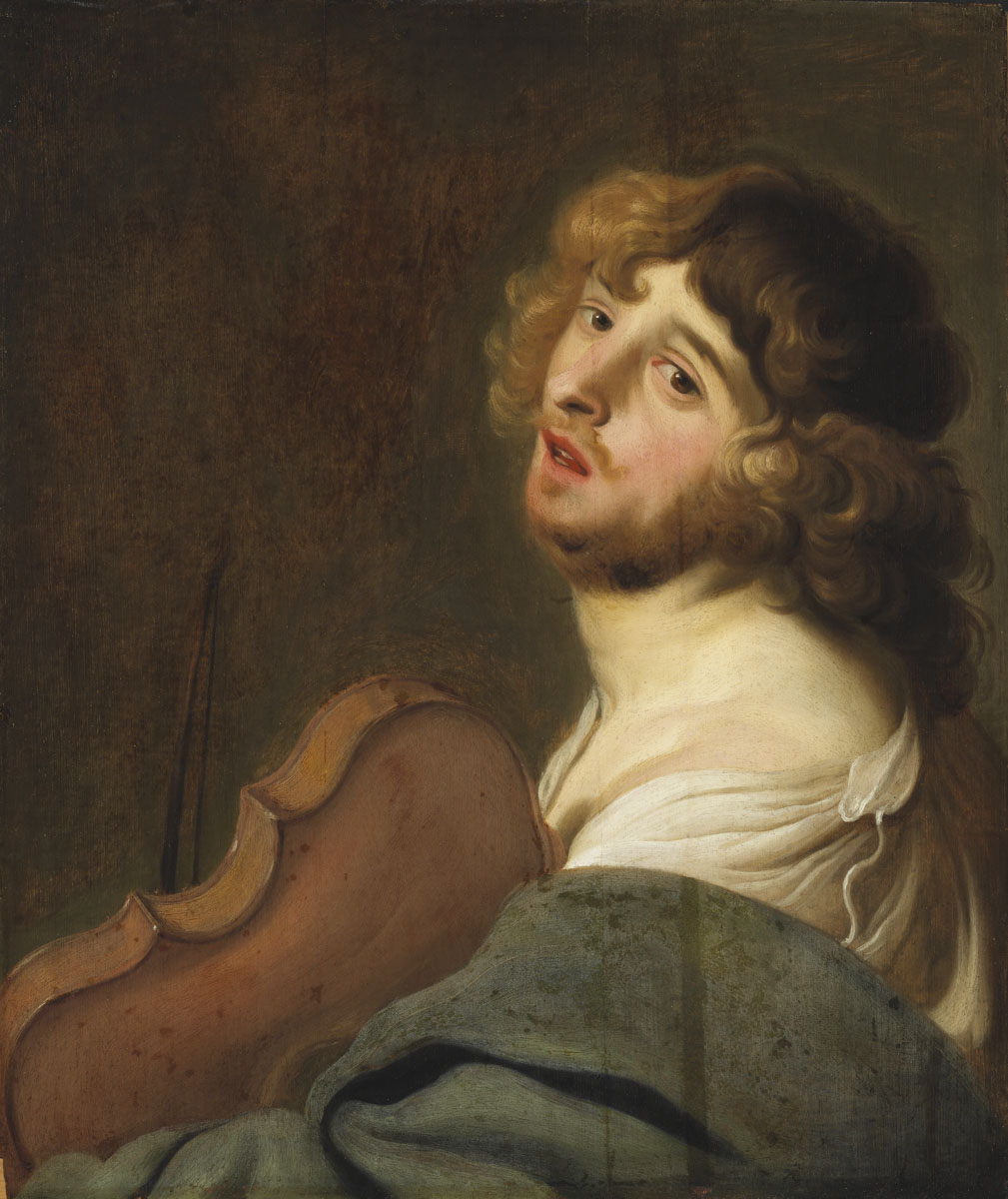
L'udito di Jacob Backer (1635), olio, Magyar Szépmüvészeti Múzeum, Budapest

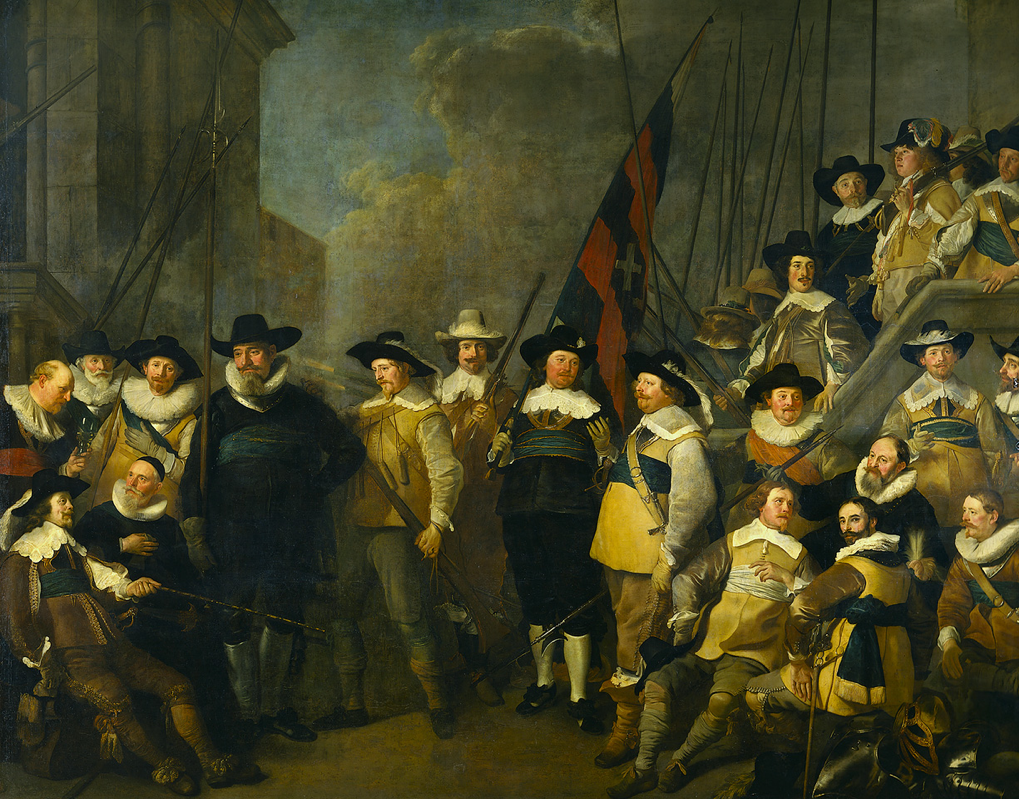
Compagnia di Cornelis de Graeff e del tenente Hendrick Lauwrensz di Jacob Backer (1642)

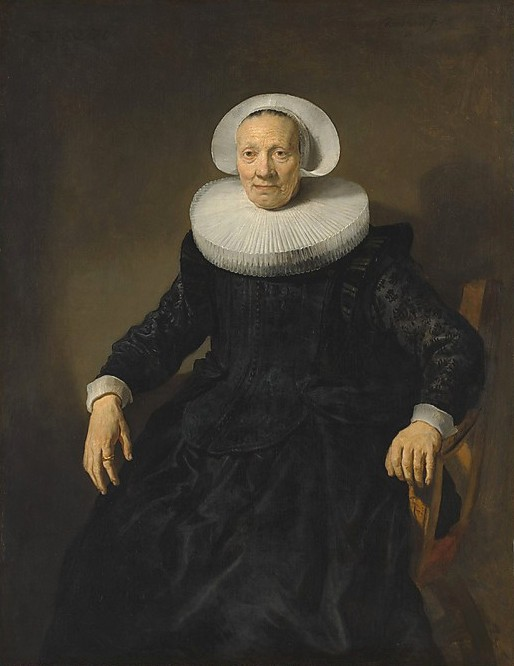
Donna seduta in poltrona di Jacob Backer.

Realizzò circa 140 dipinti in vent'anni, inclusi ritratti, soggetti religiosi e dipinti mitologici. Nel suo stile venne influenzato da Wybrand de Geest, Peter Paul Rubens e Abraham Bloemaert. È anche noto per i suoi disegni di nudi maschili e femminili.

## Biografia
Nacque a Harlingen, nei Paesi Bassi, ma suo padre si trasferì ad Amsterdam, nel 1611, dopo la morte della moglie. La famiglia si sistemò vicino al porto. Tra il 1627 e il 1633 assieme a Govert Flinck, entrambi Mennoniti, fu allievo di Lambert Jacobsz a Leeuwarden, un insegnante di religione mennonita, padre di Abraham van den Tempel, pittore di opere a carattere religioso, dopo essersi trasferito da Amsterdam ad un sobborgo. Nel 1633 Backer tornò ad Amsterdam e probabilmente lavorò per Hendrick Uylenburgh. Non si sposò mai, non comprò mai una casa e potrebbe aver vissuto con suo fratello o suo nipote Adriaen Backer, che divenne anche lui ritrattista. Morì ad Amsterdam, poco più che quarantenne.

## Opere
La sua estrema rapidità nel dipingere ritratti fu particolarmente notata, e Joachim von Sandrart scrisse, nella sua "Teutsche Academie", che una donna giunse da Haarlem per farsi fare il ritratto e tornò a casa lo stesso giorno, nel cui lasso di tempo venne completato il suo ritratto, con i polsini, la pelliccia, il colletto, il resto del vestito e entrambe le mani, in un mezzo busto a grandezza naturale. Questa osservazione si riferisce sia al successo della tecnica alla prima praticata nei Paesi Bassi in quel periodo, sia al fatto che il trekschuit, che era una nuova invenzione del 1632, permetteva regolari trasporti comodi tra Haarlem e Amsterdam e rendeva possibili viaggi per recarsi da ritrattisti.
Oltre ad essere un importante ritrattista, in quanto possono essergli attribuiti almeno 70 ritratti, fu un eccellente pittore di dipinti religiosi e mitologici. Era particolarmente interessato alle materie pastorali, ai temi della storia contemporanea, come "Granida e Daifilo", e l'enorme "Incoronazione di Mirtillo" del 1641 esposta nel Museo nazionale Brukenthal a Sibiu (250 x 250 cm.). Il dipinto con Schutterij, Compagnia di Cornelis de Graeff, per anni nella stessa parete del dipinto di  Rembrandt, Ronda di notte, si trova nel Rijksmuseum. Backer, che era entrato nello studio di Rembrandt tra il 1632 e il 1634, fu uno dei più indipendenti dei suoi allievi nonostante avesse assorbito lo stile del maestro come si può notare in Ritratto di donna (Saskia van Uylenburgh?) esposto nel Museo nazionale di Varsavia (c. 1633). Eccelse nel dipingere mani e piedi ma non dipinse mai una città o un paesaggio. Fu uno dei più importanti artisti ad Amsterdam fino alla sua prematura scomparsa nel 1651. Venne tumulato nella Noorderkerk.
La più grande mostra delle opere di Jacob Backer venne realizzata al Rembrandthuis dal 29 novembre 2008 al 22 febbraio 2009.

## Opere selezionate
- Ritratto di donna (Saskia van Uylenburgh?), c. 1633, Museo nazionale, Varsavia
- Granida e Daifilo, c. 1635, Ermitage, San Pietroburgo
- Ritratto di giovane donna, c. 1638, Los Angeles County Museum of Art, Los Angeles
- Cortigiana, 1640, Museu Nacional de Arte Antiga, Lisbona
- Incoronazione di Mirtillo, 1641, Museo nazionale Brukenthal, Sibiu, Romania
- Compagnia di Cornelis de Graeff, 1642, Rijksmuseum, Amsterdam
- Diana e le sue ninfe, 1649, Ermitage, San Pietroburgo
- Ritratto di signora, Museo Nelson-Atkins, Kansas City
- Apparizione dell'Angelo al centurione Cornelio, c. 1630, Sidney and Lois Eskenazi Museum of Art, Bloomington
- Ritratto di giovane donna, Galleria regionale di Liberec, Repubblica Ceca